# Isaac Païles
Isaac Païles, né à Kiev (Empire russe) le 25 décembre 1895 et mort à Paris 14e le 9 mars 1978, est un peintre de l'École de Paris.
Ayant grandi dans une famille d'orfèvres — son grand-père maternel était graveur sur bois —, il s'intéresse dès 13 ans à la gravure et à la sculpture. Ses premières sculptures sont conservées au musée de Kiev. En 1910, il entre aux Beaux-Arts de Kiev où il fait la connaissance de Issachar Ryback et de Max Kaganovitch, qui deviendra son marchand quarante ans plus tard. Aidé par son père, Isaac Païles arrive à Paris en 1913.

## Expositions
- Michel Kikoine, Isaac Païles, Pinchus Krémègne, Nechemia Glezer Gallery, New York, 1975.